# Héctor Socorro
Héctor Socorro (26 giugno 1912 – 1980) è stato un calciatore cubano, di ruolo attaccante.

## Carriera
Partecipò al Mondiale del 1938 con la Nazionale cubana e segnò 2 reti, per le quali è il miglior marcatore di Cuba ai mondiali.